# Гута-Туробінська
Гута-Туробінська (пол. Huta Turobińska) — село в Польщі, у гміні Туробин Білґорайського повіту Люблінського воєводства.
Населення — 271 особа (2011).
У 1975-1998 роках село належало до Замойського воєводства.

## Демографія
Демографічна структура станом на 31 березня 2011 року:
|          | Загалом | Допрацездатний вік | Працездатний вік | Постпрацездатний вік |
| -------- | ------- | ------------------ | ---------------- | -------------------- |
| Чоловіки | 126     | 20                 | 85               | 21                   |
| Жінки    | 145     | 14                 | 77               | 54                   |
| Разом    | 271     | 34                 | 162              | 75                   |